# Jezioro Lubikowskie
Jezioro Lubikowskie – jezioro w województwie lubuskim, w powiecie międzyrzeckim, w gminie Przytoczna.
Jezioro morenowe, typu zaporowego, powstałe wskutek zatamowania wód polodowcowych przez tworzące się w tym samym czasie wzniesienia. Z wyjątkiem stosunkowo niskiego brzegu wschodniego, jezioro otaczają skarpy wyniesione do wysokości kilku metrów. Porasta je pas krzaków i drzew oddzielających akwen od pól uprawnych. Bardzo urozmaicony jest brzeg południowy ze skupiskami leśnymi.

## Położenie i opis
Jezioro położone jest na pagórkowatym terenie krawędzi Wysoczyzny Poznańskiej. Przez jezioro przebiega wododział Warty i Obry. Otoczenie zbiornika jest zróżnicowane, występują tu łąki, lasy, tereny uprawne oraz nieużytki. Jezioro jest duże i głębokie.
Większymi miejscowościami w pobliżu akwenu są miasta: Międzyrzecz oddalony ok. 12 km w kierunku południowo-zachodnim, Skwierzyna oddalona w kierunku północno-zachodnim ok. 18 km i Międzychód oddalony ok. 15 km w kierunku północno-wschodnim. Dobry dojazd do akwenu od drogi krajowej nr 24. Lokalna droga przez Lubikowo prowadzi do dobrze zagospodarowanego turystycznie brzegu wschodniego. Równolegle do DK 24 biegną tory nieczynnej linii kolejowej nr 363 Rokietnica–Międzychód–Skwierzyna. Obok zachodniej części akwenu przebiega droga powiatowa nr 1326F relacji Chełmicko–Rokitno–Kalsko–Międzyrzecz.

## Hydronimia
Do 1945 roku jezioro było nazywane Liebucher See. Obecna nazwa została wprowadzona urzędowo 17 września 1949 roku. Według urzędowego spisu opracowanego przez Komisję Nazw Miejscowości i Obiektów Fizjograficznych (KNMiOF) nazwa tego jeziora to Jezioro Lubikowskie. Państwowy rejestr nazw geograficznych jako nazwę prawidłową podaje Lubikowskie, a nazwę Jezioro Lubikowskie traktuje jako nazwę oboczną.

## Morfometria
Według danych Instytutu Rybactwa Śródlądowego powierzchnia zwierciadła wody jeziora wynosi 314,7 ha. Średnia głębokość zbiornika wodnego wynosi 10,9 m, a maksymalna – 35,5 m. Lustro wody znajduje się na wysokości 54,6 m n.p.m. Objętość jeziora wynosi 34 842,1 tys. m³. Natomiast A. Choiński szacuje wielkość jeziora na 277,5 ha.
Urozmaicone dno zbiornika ma kilka bocznie umiejscowionych głęboczków. Głównym dopływem jeziora Lubikowskiego jest rzeka Męcinka, która niesie wody z sąsiedniego jeziora Czarnego. Szerokość dopływu umożliwia swobodne poruszanie się pomiędzy akwenami. Drugi dopływ, uchodzący przy Lubikówku, stanowi mały rów.
Dawniej jezioro miało dwa odpływy. Większy, rzeka Męcinka, płynie na północ do rzeki Warty. Mniejszy odpływ, obecnie wyschnięty, prowadził wody jeziora na południe. Przepływał poprzez stawy rybne, jeziora Głęboczek i Żółwino, a następnie wpadał do rzeki Obry.

## Zagospodarowanie
Administratorem wód jeziora jest Regionalny Zarząd Gospodarki Wodnej w Poznaniu. Utworzył on obwód rybacki, który obejmuje wody cieku Struga Lubikowska oraz jezior: Lubikowskiego, Rokitno, Mniszek i Przytoczna (Obwód rybacki Jeziora Lubikowskie na cieku Struga Lubikowska – Nr 3). Gospodarka rybacką prowadzi na jeziorze Polski Związek Wędkarski Okręg w Gorzowie Wielkopolskim.
W pobliżu wsi Lubikowo, na wschodnim brzegu, powstało kilka ośrodków wypoczynkowych, pole biwakowe, punkty gastronomii. Jest tu duża plaża z długim pomostem. Dno piaszczyste, bardzo łagodnie opadające. Taki rodzaj dna występuje w wielu miejscach jeziora. Bardzo kamieniste dno jest przy półwyspie Góra Czarownic.
Ze względu na bardzo czystą wodę jezioro Lubikowskie jest często odwiedzane przez płetwonurków i wodniaków z całej Polski.

## Czystość i ochrona środowiska
Badania z 1993 roku zaliczyły wody jeziora do wód o II klasie czystości. W badaniach wskazano przekroczenie norm CHZT oraz BZT, co wskazywało na znaczną obecność materii organicznej w jego wodach. Nad dnem stwierdzono znaczne stężenie fosforanów, mimo to w toku badań stwierdzono, że produkcja pierwotna w jeziorze pozostawała niewielka, a jakość jego wód wyrażająca się między innymi widocznością krążka Secchiego pozostawała bardzo wysoka. W wyniku badań, akwen został zakwalifikowany jako odporny na degradujące wpływy zewnętrzne, w związku z czym został zaliczony do I kategorii podatności na degradację. Pozytywny wpływ na ten wskaźnik miały niemalże wszystkie cechy jeziora, w tym jego wysoka głębokość średnia, niewielka wymiana wód w ciągu roku oraz niewielka zlewnia bezpośrednia.
Według danych z 2004 roku wody jeziora zaliczane były do II klasy czystości. Badania z 2016 roku zaliczyły wody jeziora do wód o bardzo dobrym stanie ekologicznym, co odpowiada I klasie jakości. Przeźroczystość wód jeziora wynosiła 672,5 cm, co jest jednym z najwyższych wskaźników w Polsce.
Jezioro w całości znajduje się na obszarze Pszczewskiego Parku Krajobrazowego oraz na obszarach chronionych w ramach programu Natura 2000. W ramach dyrektywy siedliskowej chroniony obszar nazywa się Rynna Jezior Obrzańskich, natomiast dyrektywę ptasią reprezentuje obszar Jeziora Pszczewskie i Dolina Obry. W zatoce południowej jeziora leży Wyspa Konwaliowa, gęsto porośnięta lasem liściastym, która została objęta ochroną w formie rezerwatu „Dąbrowa na wyspie”. Na drzewostan wyspy składają się głównie około 200-letnie okazy dębu szypułkowego. Od lądu wyspę oddziela szeroki pas trzcin z kanałami. Obok wcina się głęboko w jezioro stromy półwysep ze szczytem, zwanym Górą Czarownic.

## Historia
W roku 1982 na dnie jeziora Lubikowskiego płetwonurkowie z grupy „Marlin” odnaleźli urnę całopalną z XIV wieku, którą można oglądać w gorzowskim muzeum. Miano prowadzić tam podwodne badania archeologiczne, niestety nie zostały one podjęte.